# Élections législatives de 1831 dans le 7e collège du Nord (Bergues)
Les élections législatives de 1831 dans le 7e collège du Nord (Bergues) se déroulent le 5 juillet 1831.

## Circonscription
Le  7e collège du Nord (Bergues) était situé à la périphérie de l'agglomération Dunkerquoise. La circonscription est centrée autour de la ville de Bergues. Elle regroupait les divisions administratives suivantes : Canton de Bergues ; Canton de Bourbourg ; Canton de Gravelines ; Canton d'Hondschoote et le Canton de Wormhout.

## Contexte
Le conseiller général du Nord Paul André Louis Lemaire de Dunkerque se présente dans cette nouvelle circonscription face à lui Alphonse de Lamartine poète et romancier.

## Résultats
- Député sortant : Benjamin Morel (Majorité ministérielle)

| Candidat       | Candidat                 | Parti                  | Premier tour | Premier tour | Second tour | Second tour |
| Candidat       | Candidat                 | Parti                  | Voix         | %            | Voix        | %           |
| -------------- | ------------------------ | ---------------------- | ------------ | ------------ | ----------- | ----------- |
|                | Paul André Louis Lemaire | Majorité conservatrice | 190          | 49,86        |             |             |
|                | Alphonse de Lamartine    | Légitimiste            | 181          | 47,50        |             |             |
| Inscrits       | Inscrits                 | Inscrits               | 473          | 100          |             |             |
| Abstentions    | Abstentions              | Abstentions            | 92           | 19,45        |             |             |
| Votants        | Votants                  | Votants                | 381          | 80,54        |             |             |
| Blancs et nuls |                          |                        |              |              |             |             |
| Exprimés       | Exprimés                 | Exprimés               | 381          | 80,54        |             |             |
|                |                          |                        |              |              |             |             |